# Валентина Висконти (херцогиня на Орлеан)
Вижте пояснителната страница за други личности с името Валентина Висконти.
Валентина Висконти (на италиански: Valentina Visconti; * 1371, Милано или Павия, Сеньория Милано; † 4 декември 1408, в двореца в Блоа, Кралство Франция) е италианска принцеса и чрез женитба херцогиня на Орлеан (1392 – 1407). Тя е също графиня на Ангулем (1394 – 1407), Вертю (1402 – 1408), Блоа (1397 – 1407), Перигор (1400 – 1407), Соасон (1404 – 1407), Дрю (1407) и Асти.

## Произход
Тя е дъщеря на Джан Галеацо Висконти (* 1351, † 1402), херцог на Милано, и на първата му съпруга принцеса Изабела дьо Валоа (* 1348, † 1372), дъщеря на френския крал Жан II Добрия и съпругата му Бона Люксембургска. Има трима братя, починали като малки:
- Джан Галеацо II (* 1366, † (пр.) 1376)
- Ацоне (* 1366, † 1381)
- Карло (* 1372, † 1373)

Тя е полусестра на последните милански херцози от династията Висконти – Джовани Мария Висконти и Филипо Мария Висконти от втория брак на баща ѝ, както и на Габриеле Мария Висконти, господар на Пиза (1402 – 1405), Крема (1402 – 1403) и Сардзана (1402 – 1408), и на Антонио Висконти, господар на Меленяно (от 1414), родени от извънбрачни връзки на баща ѝ.

## Биография

### Ранни години
След като губи майка си само на 1 година, Валентина е отгледана и образована в Павия от баба си Бианка Савойска. През 1385 г. баща ѝ Джан Галеацо Висконти, който става Господар на Милано, решава да я омъжи едва на 15-годишна възраст за 17-годишния ѝ братовчед Луи дьо Валоа (* 1372, † 1407) – херцог на Орлеан и по-малък брат на френския крал Шарл VI Лудия, за да укрепи политическата си позиция в Кралство Франция. Брачният договор е сключен на 25 ноември 1386 г. с позволение на папа Климент VII (тъй като двамата съпрузи са първи братовчеди): булката носи като зестра Графство Асти, Графство Вертю, 450 хил. флорина, бижута за 75 хил. флорина и миланското право на наследяване.
Баща ѝ ѝ попречва да напусне Милано, оправдавайки се с младата ѝ възраст, а сватбената церемония е отслужена чрез пълномощник в Милано на 8 април 1387 г. В действителност това е начин да се печели време с надеждата, че новата му съпруга Катерина Висконти ще роди дете, за да може да промени брачния договор.
На 7 септември 1388 г. се ражда Джовани Мария Висконти и докато се преразглеждат брачните клаузи, Валентина е изпратена да се присъедини към съпруга си под ескорта на братовчед ѝ по бащина линия Амадей VII Савойски, известен като „Червеният граф“, и на Франческо I Гондзага – народен капитан от Мантуа, с голям аванс в зестрата, включващ 200 хил. златни флорина, бижута, камъни и скъпоценни тъкани. По време на пътуването си тя спира в Алесандрия, Асти и Киери.

### Брак и брачен живот
Бракът е сключен в Мелюн на 17 август 1389 г. Нейната братовчедка Изабела Баварска – дъщеря на Тадея Висконти и Стефан II Баварски, междувременно се омъжва за Шарл VI – бъдещ крал на Франция. Двете братовчедки живеят заедно във Венсен, преди да се преместят в Париж. Валентина пребивава в резиденция Hôtel de Navarre и заедно с мъжа си води разкошен живот. В този период тя ражда три деца, две от които умират преждевременно. Първите две деца на братовчедка ѝ Изабела също живеят малко.
Траурът по първите му две деца от Изабела Баварска поражда у Шарл VI убеждението, че проклятие е надвиснало над потомците му. Той развива маниакално-депресивен синдром, който не намалява дори след раждането на останалите им 10 деца. Неговото психологическо състояние се влошава все повече и през август 1392 г. той изпада в убийствен делириум, при който убива някои от рицарите си, карайки брат си Луи Орлеански да бяга. Пристъпът е използван от Изабела, за да започне обвинителна кампания по адрес на Валентина, обвинявайки я, че е замислила и „омагьосала“ съпруга ѝ, за да го делегитимира и да осигури трона за съпруга си. Освен това Шарл VII е по-привързан към Валентина отколкото към самата Изабела, която е смятана за любовница на Орлеанския херцог. Има и слухове, че бащата на Валентина Джан-Галеацо Висконти, когато напуска Милано, ѝ казва, че повече не иска да я вижда, преди тя да стане кралица на Франция.

### Изгнание
За да защити съпругата си от широко разпространената враждебност и френската политика срещу Висконти, Луи я прехвърли в Аниер през март 1396 г., където я посещава за кратко по време на паузите за разширяването на замъка в Блоа. През този период се раждат още четири деца: Филипо през 1396 г., Джовани през 1399 г., Мария през 1401 г. и Маргарита през 1406 г. Отпътуването на Валентина съвпада с напускането на съюза с Джан Галеацо Висконти в замяна на френско-флорентинския съюз на 29 септември 1396 г.
През 1400 г. Валентина се мести в Блоа. Съпругът ѝ Луи преобразува замъка в истинска крепост, тъй като графството е на практика заобиколено от провинциите на бургундските херцози.
През 1402 г. умира баща ѝ от чума и мястото му в Миланското херцогство е заето от втората му съпруга Катерина Висконти.

### Убийство на Луи Орлеански
Бургундските херцози се целят все повече в трона на Франция. Това води до няколко години на войни и заговори за върховенството в кралството. Когато херцогът на Бургундия Филип II Смели е наследен от сина му Жан Безстрашни, натискът става все по-настоятелен. Първите заговори съвпадат с брака на дофина Луи дьо Валоа с Маргарита Бургундска – дъщеря на Жан Безстрашни. Откритите военни действия избухват през юли 1405 г., когато Жан предприема атака срещу Париж. Кралските особи са принудени да напуснат столицата и отиват в Мелюн, където поставят временно правителство. Дофинът, в опит да стигне при родителите си, е взет за заложник от тъста си Жан Безстрашни. След два месеца Изабела и Луи се връщат в Париж, но без ефективна власт, тъй като на 26 януари 1406 г. самият Бургундски херцог е обявен за регент на Дофине.
На 23 ноември 1407 г. кралица Изабела ражда 12-ото си и последно дете, което умира няколко часа по-късно. След като чува новината, деверът ѝ Луи отива на посещение в двореца в Париж. Близо до портата на Барбет го чакат убийци, пратени от братовчед му Жан Безстрашни, който се опасява от евентуалните му претенции към кралството и кара да го убият.

### Последни години
След това Валентина се връща два пъти в Париж, през декември 1407 и на 3 януари 1408 г., за да отдаде почит на краля от свое име и от името на децата си, както и през септември 1408 г., за да иска справедливост. От разследванията на парижкия превост става ясно, че поръчителят на убийството е Жан Безстрашни. Въпреки че той е обвиняван от всички (включително и от Регентския съвет, който обещава да съди виновника), действия не са предприети. Когато Бургундският херцог се появява в Париж, е посрещан с всички почести, въпреки че Валентина – вдовицата на Луи иска образцово наказание. Тя горещо оплаква смъртта на съпруга си и неин герб става сребърен фонтан от сълзи, а девиз – „Нищо не е повече за мен, нищо повече за мен“ (Rien ne m’est plus, plus ne m’est rien). Оттеглила се в замъка на Блоа, тя кара да гравират по стените и гробницата на параклиса на целестинците известния ѝ девиз.
Младата вдовица умира на 38-годишна възраст на 4 декември 1408 г. в замъка в Блоа. Тя си отива много разочарована, защото няколко месеца по-рано в Амиен престъплението на Жан Безстрашни е оправдано от събрание, което отправя омразни обвинения към жертвата. Валентина оставя четири деца: Шарл Орлеански – на 14 г., съпруг на братовчедка си Изабела и бъдещ баща на крал Луи XII, който събира около себе си Орлеанската партия, Филип – на 12 г., Жан – на 8 г. и Маргарита – на 2 г. На смъртния си одър тя кара децата си да се закълнат да поддържат величието на своя дом и да отмъстят за убийството на баща им.
Валентина Висконти е погребана през 1408 г. в църква в Блоа и вероятно през 1446 г. е преместена до съпруга си в параклиса на Дом Орлеан в църквата на Целестинците в Париж. През 1502 г. крал Луи ХІІ поръчва надгробни паметници на баба си и дядо си на италиански майстори в Генуа. През 1516 г. произведението пристига във Франция и е поставено в манастира с надгробните фигури на Дом Орлеан. Днес този надгробен паметник се намира в южната част на базиликата „Сен Дени“ – светилище на френските крале.
Правото на наследяване, гарантирано на Валентина, след като изчезва законната линия на Висконти през 1447 г. с Филипо Мария Висконти, подтиква Луи XII – негов потомък, да предяви претенции към Миланското херцогство. Нейните права впоследствие стават повод за Италианските войни на Луи XII и Франсоа I.

## Брак и потомство
∞ 17 август 1389 в Мелюн за Луи Орлеански (* 13 март 1372; † 23 ноември 1407, Париж), херцог на Орлеан от 1392, от когото има седем сина и три дъщери. Само четири от тях остават живи:
- дъщеря Орлеанска (* / † май ок. 1390, Париж, погребана в църква „Сен Пол“)[5][6]
- Луи Шарл Орлеански (* 26 май 1391, кралска резиденция „Сен Пол“, Париж; † пр. 27 септември ок. 1395, кралска резиденция „Сен Пол“, Париж, погребан в Църквата на целестинците)
- син Орлеански († 1392, като бебе)
- Жан-Филип Орлеански (* 1393, Париж; † пр. 31 октомври 1393, замък Венсен, погребан в Църквата на целестинците в Париж)
- Шарл Орлеански (* 24 ноември 1394, кралска резиденция „Сен Пол“, Париж; † 4 януари 1465, замък на Амбоаз, погребан в Църквата на целестинците, Париж), херцог на Орлеан (от 1407), граф на Ангулем, един от най-известните поети на 15 век и баща на краля на Франция Луи XII; ∞ 1. 6 юни 1407 в Оаз за Изабела Френска (* 9 ноември 1389, Лувър, Париж; † пр. 9 септември 1409, Блоа), дъщеря на френския крал Шарл VI и на съпругата му Елизабет фон Байерн-Инголщад; имат една дъщеря 2. 15 август 1410 за Бона д'Арманяк (* 13 февруари ок. 1395, Лавардан; † ок. 1430/16 ноември 1435, Кастелно дьо Монмирал), дъщеря на графа на Арманяк Бернар VII и на съпругата му Бона дьо Бери, бездетни 3. 26 ноември 1440 в Сент Омер за Мария дьо Клев (* ок. 19 септември 1426; † юли 1486, Шони ан Пикарди), дъщеря на херцога на Клев Адолф II и съпругата му Мария Бургундска, имат един син и две дъщери.
- Филип Орлеански (* юли 1396, Аниер сюр Оаз; † 1 септември 1420, Божанси, погребан в Църквата на целестинците в Париж), граф на Вертю и Порсиен, има един извънбрачен син
- Луи Орлеански (* 1398, † като малък)
- Мария Орлеанска (пр. 11 април 1401, замък на Куси; † сл. 8 август 1401)
- Жан Орлеански Добрия (* 1400, замък на Коняк; † 30 април 1467, Шарант, погребан в Катедрала „Сен Пиер“ в Ангулем), граф на Ангулем и Перигор, дядо на френския крал Франсоа I; ∞ 31 август 1449 (договор) за Маргарита дьо Роан († 1497), дъщеря на виконта на Роан Ален IX и съпругата му Маргарита Бретанска, от която има двама сина и една дъщеря; има и един извънбрачен син
- Маргарита Орлеанска (* (ок.) 1406, † 24 април 1466, погребана в абатство дьо Лагиш до Блоа), херцогиня на Вертю (1406 – 1466), баба на Анна Бретанска – херцогиня на Бретан и кралица на Франция; ∞ 29 август 1423 в замъка на Блоа за Ришар дьо Дрьо (* кр. на 1395, † 2 юни 1438), граф на Етамп, син на Жан IV, херцог на Бретан, и на съпругата му инфанта доня Хуана Наварска, от която има двама сина и пет дъщери.

Внъкът ѝ Луи Орлеански (син на Шарл Орлеански) става крал на Франция през 1498 г. под името Луи XII, наследявайки крал Шарл VIII, който няма мъжки наследници. През януари 1515 г. нейният правнук Франсоа Ангулемски (внук на сина ѝ Жан) става крал на Франция като Франсоа I, зет и наследник на умрелия без мъжки наследници Луи XII.
През 1405 г. тя осиновява извънбрачния син на съпруга си Жан дьо Дюноа (* 23 ноември 1402, † 24 ноември 1468).

## Личност
Валентина владее италиански, френски, немски и латински; свири на арфа и събира библиотека, която става ядро на Националната библиотека на Франция. Тя е покровителка на Есташ Дешан, който написва няколко стихотворения в нейна чест. До нея също са адресирани някои съчинения на Кристина Пизанска.
Тя е майка на един от най-известните френски поети на следващия период – Шарл Орлеански.

## Валентина Висконти в изкуството
- Валентина има своя статуя – дело на Виктор Хюгенен от 1846 г., която е част от поредицата „Известни крале и кралици на Франция“ в Люксембургската градина в Париж.

- Тя е героиня на операта „Валентина Миланска“ (Valentine de Milan) на композитора Етиен Никола Меюл по либрето на Жан-Никола Буйи. Недовършената творба, завършена от племенника на автора – Луи Йосиф Досоен-Меюл, е поставена за първи път в Париж в Опера-Комик на 28 ноември 1822 г.
- През 19 век Валентина е представяна в картини на художници от Трубадурското движение:

1. „Валентина Миланска оплаква смъртта на съпруга си“ (Valentine de Milan pleurant la mort de son époux) от Фльори Франсоа Ришар от около 1802 г.
2. „Валентина Миланска плаче на гроба на съпруга си“ (Valentine de Milan pleurant au tombeau de son époux) от Мари-Филип Купен дьо Ла Купери от 1822 г.
3. „Валентина Миланска моли за справедливост крал Шарл VI за убийството на Орлеанския херцог“ (Valentine de Milan implore la justice du roi Charles VI pour l'assassinat du duc d'Orléans) от Александър Колен от 1836 г.

- Фльори Франсоа Ришар, Valentine de Milan pleurant la mort de son époux, ок. 1802 (Ермитаж)
- Мари-Филип Купен дьо Ла Купери, Valentine de Milan pleurant son époux, Louis d'Orléans, 1822 (Замък на Блоа)
- Александър Колен, Valentine de Milan implore la justice du roi Charles VI pour l'assassinat du duc d'Orléans, 1836 (Версайски музей)
- Ана Борел, „Валентина Миланска и Одет дьо Шамдивер“, 1838 (частна колекция)
- Виктор Хюгенен, Valentine de Milan, 1846 (Люксембургска градина)